# Mutua Madrid Open 2014
Die Mutua Madrid Open 2014 war der Name eines Tennisturniers der WTA Tour 2014 für Damen sowie eines Tennisturniers der ATP World Tour 2014 für Herren, und fand zeitgleich vom 3. bis 11. Mai 2014 in der Caja Mágica im spanischen Madrid statt.

## Herrenturnier
→ Qualifikation: Mutua Madrid Open 2014/Herren/Qualifikation

## Damenturnier
→ Qualifikation: Mutua Madrid Open 2014/Damen/Qualifikation